# Liste der Kulturdenkmäler in Allendorf an der Landsburg
Die folgende Liste enthält die in der Denkmaltopographie ausgewiesenen Kulturdenkmäler auf dem Gebiet des Ortsteils Allendorf an der Landsburg der  Stadt Schwalmstadt, Schwalm-Eder-Kreis, Hessen.
Hinweis: Die Reihenfolge der Denkmäler in dieser Liste orientiert sich an der Anschrift, alternativ ist sie auch nach der Bezeichnung oder der Bauzeit sortierbar.
Kulturdenkmäler werden fortlaufend im Denkmalverzeichnis des Landes Hessen durch das Landesamt für Denkmalpflege Hessen auf Basis des Hessischen Denkmalschutzgesetzes (HDSchG) geführt. Die Schutzwürdigkeit eines Kulturdenkmals hängt nicht von der Eintragung in das Denkmalverzeichnis des Landes Hessen oder der Veröffentlichung in der Denkmaltopographie ab.

## Allendorf an der Landsburg
| Bild                     | Bezeichnung                              | Lage                                                       | Beschreibung                                                               | Bauzeit | Daten |
| ------------------------ | ---------------------------------------- | ---------------------------------------------------------- | -------------------------------------------------------------------------- | ------- | ----- |
| Bild gesucht BW          | Gesamtanlage Allendorf an der Landsburg  | Lage                                                       |                                                                            |         |       |
| Bild gesucht BW          | Haupthaus einer Hofanlage Gäßchen 2      | Am Gäßchen 2 Lage                                          |                                                                            |         |       |
| Bild gesucht BW          | Fachwerkhaus Am Wiesenhof                | Am Wiesenhof Lage                                          |                                                                            |         |       |
| Bild gesucht BW          | Fachwerkhaus An der Kirche 3             | An der Kirche 3 Lage                                       |                                                                            |         |       |
| Bild gesucht BW          | Ernhaus An der Kirche 4                  | An der Kirche 4 LageFlur: 14, Flurstück: 111/2             |                                                                            |         |       |
| Bild gesucht BW          | Fachwerkspeicher An der Kirche 4         | An der Kirche 4 LageFlur: 14, Flurstück: 111/2             |                                                                            |         |       |
| Bild gesucht BW          | Wohnhaus Baumgartenstraße 11             | Baumgartenstraße 11 Lage                                   |                                                                            |         |       |
| Bild gesucht BW          | Fachwerkhaus Baumgartenstraße 13         | Baumgartenstraße 13 Lage                                   |                                                                            |         |       |
| Bild gesucht BW          | Wohnhaus Baumgartenstraße 15             | Baumgartenstraße 15 Lage                                   |                                                                            |         |       |
| Bild gesucht BW          | Wohnhaus Baumgartenstraße                | Baumgartenstraße 19 Lage                                   |                                                                            |         |       |
| Bild gesucht BW          | Wohnhaus Blumenauer Straße 3             | Blumenauer Straße 3 Lage                                   |                                                                            |         |       |
| Bild gesucht BW          | Fachwerkhaus Heidecke 3                  | Heidecke 3 LageFlur: 14, Flurstück: 55/1                   |                                                                            |         |       |
| Bild gesucht BW          | Wirtschaftsgebäude Königstraße 2         | Königstraße 2 Lage                                         |                                                                            |         |       |
| Bild gesucht BW          | Ernhaus Königstraße 3                    | Königstraße 3 Lage                                         |                                                                            |         |       |
| Bild gesucht BW          | Fachwerkhaus Königstraße 5               | Königstraße 5 Lage                                         |                                                                            |         |       |
| Bild gesucht BW          | Ernhaus Königstraße 7                    | Königstraße 7 Lage                                         |                                                                            |         |       |
| Bild gesucht BW          | Wohnhaus Königstraße 9                   | Königstraße 9 Lage                                         |                                                                            |         |       |
| Bild gesucht BW          | Haupthaus einer Hofanlage Königstraße 17 | Königstraße 17 Lage                                        |                                                                            |         |       |
| Bild gesucht BW          | Lacheweg 1                               | Lacheweg 1 Lage                                            |                                                                            |         |       |
| Bild gesucht BW          | Wohnhaus Lacheweg 4                      | Lacheweg 4 Lage                                            |                                                                            |         |       |
| Bild gesucht BW          | Wohnhaus Lacheweg 5                      | Lacheweg 5 Lage                                            |                                                                            |         |       |
| Bild gesucht BW          | Ernhaus Lacheweg 6                       | Lacheweg 6 Lage                                            |                                                                            |         |       |
| Bild gesucht BW          | Wohnhaus Lacheweg 7                      | Lacheweg 7 Lage                                            |                                                                            |         |       |
| Bild gesucht BW          | Ernhaus Lacheweg 8                       | Lacheweg 8 Lage                                            |                                                                            |         |       |
| Bild gesucht BW          | Durchfahrscheune Lacheweg ohne Nummer    | Lacheweg ohne Nummer LageFlur: 14, Flurstück: 89/2         |                                                                            |         |       |
| Bild gesucht BW          | Wohnwirtschaftsgebäude Lindenweg 1       | Lindenweg 1 LageFlur: 14, Flurstück: 97/5                  |                                                                            |         |       |
| Bild gesucht BW          | Ernhaus Lindenweg 7                      | Lindenweg 7 Lage                                           |                                                                            |         |       |
| Bild gesucht BW          | Wohnhaus Riedstraße                      | Riedstraße 4 LageFlur: 5, Flurstück: 133/57                |                                                                            |         |       |
| Bild gesucht BW          | Wohnwirtschaftsgebäude Zur Landsburg 10  | Zur Landsburg 10 LageFlur: 13, Flurstück: 18/5             |                                                                            |         |       |
| Bild gesucht BW          | Wohnhaus Zur Landsburg 12                | Zur Landsburg 12 LageFlur: 14, Flurstück: 102/2            |                                                                            |         |       |
| Bild gesucht BW          | Fachwerkhaus Zur Landsburg 14            | Zur Landsburg 14 LageFlur: 14, Flurstück: 96/2             |                                                                            |         |       |
| Evangelische Pfarrkirche | Evangelische Pfarrkirche                 | Zur Landsburg 18 LageFlur: 15, Flurstück: 50/1             | Gotisierender Neubau im Inneren der Wehrkirchhofs aus dem 15. Jahrhundert. | 1899    |       |
| Bild gesucht BW          | Ernhaus Zur Landsburg 19                 | Zur Landsburg 19 LageFlur: 15, Flurstück: 59/9             |                                                                            |         |       |
| Bild gesucht BW          | Fachwerkhaus Zur Landsburg 21            | Zur Landsburg 21 LageFlur: 15, Flurstück: 62/3             |                                                                            |         |       |
| Bild gesucht BW          | Fachwerkhaus Zur Landsburg 23            | Zur Landsburg 23 LageFlur: 15, Flurstück: 66/10            |                                                                            |         |       |
| Bild gesucht BW          | Ernhaus Zur Landsburg 25                 | Zur Landsburg 25 LageFlur: 15, Flurstück: 66/11            |                                                                            |         |       |
| Bild gesucht BW          | Wohnwirtschaftsgebäude Zur Landsburg 27  | Zur Landsburg 27 LageFlur: 15, Flurstück: 68/2             |                                                                            |         |       |
| Bild gesucht BW          | Fachwerkhaus Zur Landsburg               | Zur Landsburg 28 LageFlur: 15, Flurstück: 30/7             |                                                                            |         |       |
| Bild gesucht BW          | Fachwerkhaus Zur Landsburg 29            | Zur Landsburg 29 LageFlur: 15, Flurstück: 83/1             |                                                                            |         |       |
| Bild gesucht BW          | Bahnwärterhäuschen                       | Zur Landsburg 28 LageFlur: 15, Flurstück: 5/1              |                                                                            |         |       |
| Bild gesucht BW          | Bahnwärterhäuschen                       | Landstraße nach Dittershausen LageFlur: 12, Flurstück: 1/3 |                                                                            |         |       |
| Bild gesucht BW          | Bahnbrücke                               | Außerhalb der Wohnlage LageFlur: 4, Flurstück: 101         |                                                                            |         |       |
| Bild gesucht BW          | Bahnbrücke                               | Außerhalb der Wohnlage LageFlur: 15, Flurstück: 103/4      |                                                                            |         |       |